# Alicia Montoya
Alicia Rodríguez Montoya (Ciudad de México, 25 de enero de 1920-Ciudad de México, 17 de agosto de 2002) fue una actriz mexicana.

## Biografía y carrera
Fue hija de la actriz teatral mexicana María Tereza Montoya y del director y actor español Julio César Rodríguez del Río y hermanastra de la actriz Tere Mondragón. En 1958, trabajó en la primera telenovela hecha en México, Senda prohibida. 

### Muerte
Alicia Montoya sufría de una insuficiencia renal terminal a causa de una diabetes avanzada, y murió víctima de un paro respiratorio.

## Filmografía

### Cine
- Historia de un abrigo de mink (1954)
- El ataúd del vampiro (1958)
- Santo vs. los marcianos (1967)
- Damiana y los hombres (1967)
- La inocente (1972) - Petra
- La trenza (1973)

### Televisión
- Diseñador de ambos sexos Capítulo 18: "Madres" (2001) - Voz
- Abrázame muy fuerte (2000-2001) - Gumersinda Montes
- Serafín (1999) - Cruz
- Gotita de amor (1998) - Trinidad "Trini"
- Pueblo chico, infierno grande (1997) - Doña Hipólita de Zavala
- Bendita mentira (1996) - Virtudes
- La culpa (1996) - Manuela
- Mujer, casos de la vida real (1995-1997)
- Retrato de familia (1995-1996) - Nana Candelaria
- Imperio de cristal (1994-1995) - Antonia Moncada Vda. de Arizmendi
- Chespirito (1994) - Monja
- Valentina (1993-1994) - Doña Bertha
- Clarisa (1993) - Casilda
- Amor de nadie (1990-1991) - Anna
- Alcanzar una estrella (1990) - Doña Julia Vda. de Mastreta
- Angélica, mi vida (1988-1989) - Inés
- Quinceañera (1987-1988) -  Licha
- Victoria (1987-1988) - Esperanza
- Herencia maldita (1986-1987) - Catherine
- El engaño (1986) - Martha
- Mis huéspedes (1980-1982) - Doña Matilde
- Aprendiendo a amar (1980-1981) - Madre Esperanza
- Al salir el Sol (1980) - Doña Lupe
- El enemigo (1979) - Julia
- Honrarás a los tuyos (1979-1980)
- La llama de tu amor (1979)
- Ángel Guerra (1979)
- Donde termina el camino (1978)
- Dos a quererse (1977) - Anita
- Barata de primavera (1975-1976) - Nana Licha
- Pobre Clara (1975) - Tía Emilia
- El manantial del milagro (1974) - Sofía
- Los miserables (1974) - Madre Abadesa
- Entre brumas (1973) - Sarah
- Muchacha italiana viene a casarse (1971-1973) - Teresa #2
- Velo de novia (1971) - Carolina
- La Constitución (1970) - Lola Jiménez y Muro
- Puente de amor (1969-1970)
- No creo en los hombres (1969)
- Sin palabras (1969) - Elise
- Rubí (1968) - Doña Refugio Carvajal Vda. de Pérez
- Leyendas de México (1968)
- Águeda (1968) - Sofía
- Chucho el Roto (1968) - Doña Luisa
- Juventud divino tesoro (1968) - Emilia
- Estafa de amor (1968)
- Lo prohibido (1967)
- Deborah (1967)
- Más fuerte que tu amor (1966)
- Vértigo (1966)
- Una mujer (1965) - Sofía
- La sembradora (1965) - Petra
- La mentira (1965)
- Historia de un cobarde (1964)  - Paula
- El dolor de vivir (1964)
- El crisol (1964)
- La sombra del otro (1963)
- Doña Macabra (1963)
- Las momias de Guanajuato (1962-1963)
- La cobarde (1962)
- La actriz (1962)
- La herencia (1962)
- Don Bosco (1961)
- Las gemelas (1961)
- Pecado mortal (1960)
- Dos caras tiene el destino (1960)
- Teresa (1959) - Josefina de Martínez
- Ha llegado un extraño (1959)
- Más allá de la angustia (1959)
- Senda prohibida (1958) - María

## Premios y nominaciones

### Premios TVyNovelas
| Año  | Categoría            | Telenovela | Resultado |
| ---- | -------------------- | ---------- | --------- |
| 1994 | Mejor primera actriz | Valentina  | Nominada  |